# Wilkinson Heights
Wilkinson Heights – jednostka osadnicza w Stanach Zjednoczonych, w stanie Karolina Południowa, w hrabstwie Orangeburg.